# Destilaria Esporte Clube
O Destilaria Esporte Clube  (conhecido como Destilaria, de monogramo DEC) é um clube brasileiro de futebol do bairro da Destilaria, município do Cabo de Santo Agostinho, Pernambuco.
O Destilaria é o clube mais antigo da cidade, possuindo participações em competições como o Campeonato Pernambucano de Futebol e a Copa Pernambuco.
O Sanhaçu possui as cores azul e branco e realiza seus jogos no Estádio Gileno de Carli, com capacidade para, aproximadamente, seis mil espectadores.
Seus dois grandes rivais são a Associação Desportiva Cabense, que foi fundada por um grupo de dissidentes do Destilaria, onde realizam o clássico conhecido como Ca-Dê, além do Ferroviário Esporte Clube do Cabo cujo clássico é conhecido como De-Fé.

## Histórico em competições oficiais
- Campeonato Pernambucano: 1992, 1993, 1994 e 1995.
- Copa Pernambuco: 1994.

## Mascote

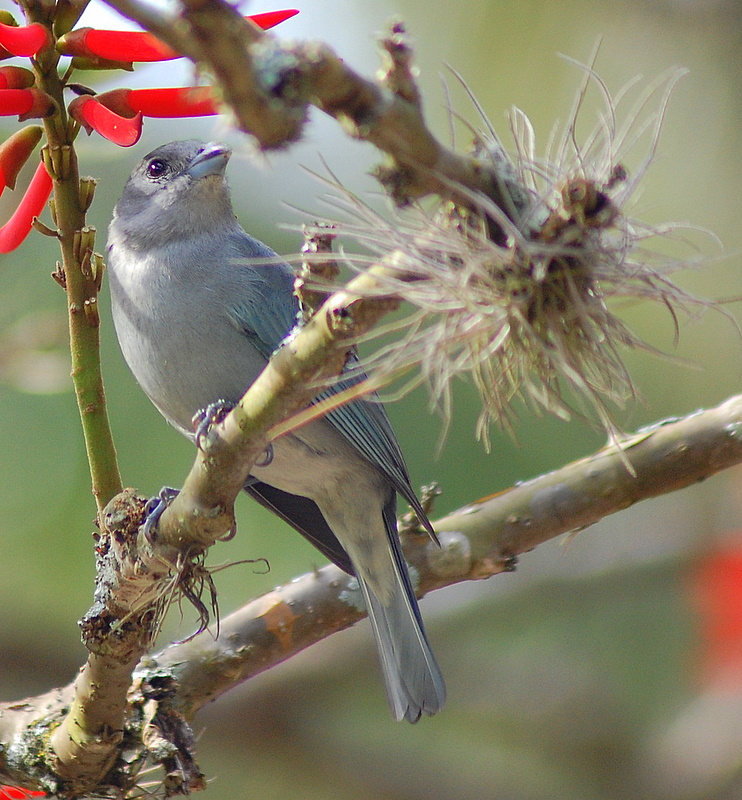
Sanhaçu, mascote do Destilaria.

O mascote do Destilaria Esporte Clube é o pássaro sanhaçu.
No Clássico Ca-Dê, o Sanhaçu duela com o Azulão, mascote da rival Cabense e no Clássico De-Fé, com o Trinca-ferro, mascote do rival Ferroviário.

## Torcidas
Sua torcida organizada chama-se Torcida Organizada Força e Garra.